# Jesé Rodríguez
Jesé Rodríguez Ruiz (Las Palmas de Gran Canaria, 26 de febrero de 1993) es un futbolista español, actualmente juega en la U. D. Las Palmas de la Segunda División de España.
Formado como futbolista en la cantera del Real Madrid desde la categoría infantil hasta su equipo filial, con el que disputó dos temporadas de 2011 a 2013, hizo su debut en partido oficial con el primer equipo el 13 de diciembre de 2011 con apenas 18 años, siendo la temporada 2013-14, en la que pasó a formar parte de la primera plantilla del club. En agosto de 2016, fue traspasado al París Saint-Germain por 25 millones de euros.
Como internacional español, pasó por todas las categorías juveniles de la selección nacional, con las que ha disputado 36 partidos y anotado 16 goles. Con ellas se proclamó subcampeón sub-17 en 2010 y campeón de Europa sub-19 en 2012.
Paralelo a su carrera como futbolista, también ha desarrollado otra carrera como cantante de reguetón bajo el nombre artístico de Jey M.

## Trayectoria

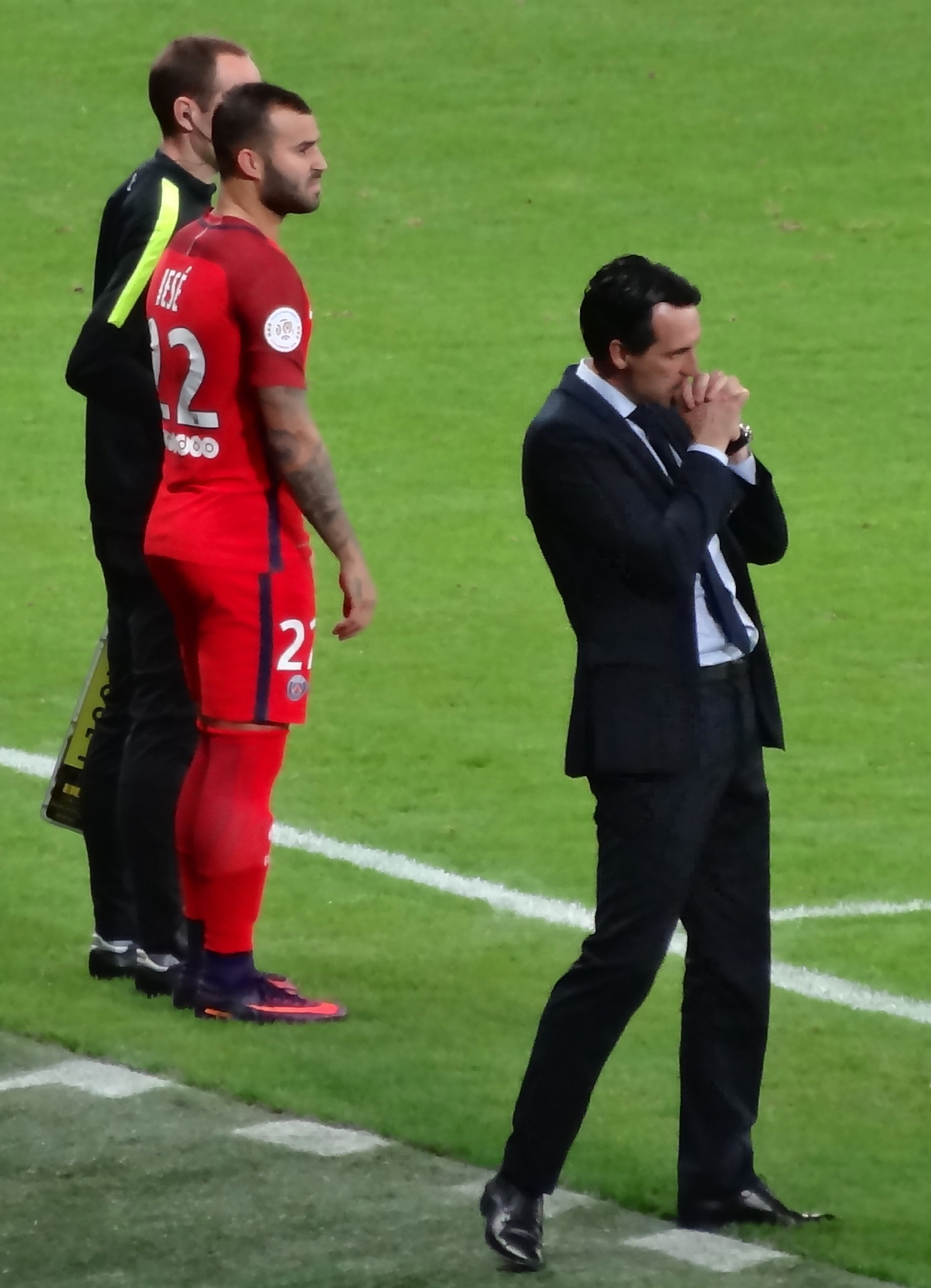
Jesé en PSG

### Categorías inferiores
Jesé dio sus primeros pasos en el fútbol en equipos de su ciudad natal, como la academia de Veteranos del Pilar Club de Fútbol o la Asociación Deportiva Huracán de donde pasó a las categorías inferiores del Real Madrid en el año 2007 cuando tenía 14 años. Sus habilidades le valieron para ir progresando por las diferentes categorías del club hasta llegar al primer equipo juvenil.
En la temporada 2010-11 en dicha categoría anotó 18 goles que le valieron para ascender directamente desde el juvenil al Real Madrid Castilla, primer filial del club confirmándose como una de las grandes promesas de la cantera madridista.

### Real Madrid Castilla
Siendo aún juvenil, el 16 de enero de 2011 debutó con el Real Madrid Castilla en 2.ª División B en una victoria por 5–0 contra el Universidad de Las Palmas; y tras una temporada con el Real Madrid Juvenil, donde anotó 17 goles, fue ascendido al primer equipo filial.
Anotó su primer gol oficial con el Castilla el 2 de octubre de 2011 contra La Roda, tras una asistencia de Álvaro Morata, convirtiéndose en un fijo del equipo que terminaría en tercer lugar y se clasificaría para jugar la promoción de ascenso a Segunda División después de 4 años en la 2.ª B. En ella, el equipo fue eliminado por el Alcoyano, tras perder por 0-2 en el Estadio Santiago Bernabéu y empatar a 2 goles en el partido de vuelta disputado en Alcoy.
La temporada siguiente, logró el campeonato del Grupo I de la Segunda División "B" de 2012 lo que les otorgó el derecho a jugar la fase de ascenso de campeones. En ella el filial consiguió regresar a Segunda División después de 5 años tras derrotar al Cádiz por un resultado global de 8-1. En la ida el equipo blanco logró una victoria de 0-3, que se completó en el partido de vuelta en el Estadio Alfredo Di Stéfano con otra victoria por 5-1.
En la temporada 2012-13 debutó en la Segunda División en la primera jornada frente al Villarreal. En el partido, jugado el 17 de agosto de 2012, Jesé fue el autor del tanto de su equipo que no sirvió para sacar puntos en su visita a la ciudad castellonense. El Castilla perdió por 2-1 tras haberse adelantado en el marcador gracias al gol del canario.
El 2 de junio anotó su vigésimo segundo tanto de la temporada de Liga y que supuso convertirse en el máximo goleador en una temporada de Liga con el primer filial madridista tras superar los veintiún tantos de Emilio Butragueño en la temporada 1983-84. El tanto fue tras una jugada individual donde se marchó de cuatro jugadores antes de encarar al portero.

### Real Madrid C. F.
Durante el verano de 2011 el jugador realizó la pretemporada con el primer equipo en la gira americana, y debutó en un partido contra Los Ángeles Galaxy sustituyendo a José Callejón.
El debut en un partido oficial del jugador con el Real Madrid, tuvo lugar el 13 de diciembre de 2011, en partido de Copa del Rey ante la Sociedad Deportiva Ponferradina en Ponferrada. José Mourinho le hizo debutar en el minuto 77 de partido sustituyendo a Cristiano Ronaldo, autor del segundo gol de la victoria por 0–2, en la ida de la eliminatoria. Seis días antes de su debut, fue convocado por primera vez en partido oficial con el primer equipo, para el partido de Liga de Campeones contra el Ajax, pero no llegó a disputar ningún minuto.
El 24 de marzo de 2012 debutó en Liga tras sustituir a Cristiano Ronaldo, disputando los últimos diez minutos en la victoria por 5–1 frente a la Real Sociedad. Tras una reubicación de posición en el terreno de juego, el 24 de julio de 2013 renovó con el equipo madridista por cuatro temporadas pasando a ser miembro a todos los efectos de la primera plantilla. Como tal, el 22 de agosto anotó sus primeros dos goles como jugador del primer equipo ante el equipo catarí Al-Sadd Sports Club, en el partido homenaje para Raúl González Blanco por el Trofeo Santiago Bernabéu.
El 2 de octubre de 2013, hizo su debut en la Liga de Campeones de la UEFA en un partido ante el Copenhague en el Estadio Santiago Bernabéu. Entró sustituyendo a Karim Benzema en el partido que acabó con una victoria favorable a los madrileños por 4–0.
Su primer gol oficial con el Real Madrid, fue el 26 de octubre de 2013 en el Camp Nou, en «El Clásico» frente al F. C. Barcelona de la jornada 10 de Liga. Entró en el segundo tiempo del partido sustituyendo a Ángel Di María y marcó en el minuto 91, poniendo el definitivo 2–1 favorable a los locales.
El 18 de marzo de 2014, en su segunda aparición como titular en la Liga de Campeones en un partido ante el Schalke 04 en el Estadio Santiago Bernabéu, sufrió en el minuto 3 de partido una grave lesión de rotura completa de ligamento cruzado anterior de la rodilla derecha a consecuencia de una dura entrada de Sead Kolašinac que lo alejó de los terrenos de juego durante ocho meses hasta que reapareció el 2 de diciembre en un partido de Copa del Rey 2014-15 frente a la Unió Esportiva Cornellà en el que anotó uno de los cinco goles del equipo madrileño.

### París Saint-Germain
El 8 de agosto de 2016, Jesé se unió al París Saint-Germain con un contrato de cinco años. Su primer gol con el conjunto parisino lo anotó el 19 de noviembre en la victoria por 2-0 sobre el Football Club de Nantes marcando desde el punto de penalti. Con muy poca participación en el PSG, Unai Emery anunció su salida del club en el mercado de invierno.

### Cesiones: Las Palmas, Stoke City, Real Betis y Sporting Club de Portugal
Finalmente y tras numerosas ofertas, recala en la U. D. Las Palmas, club de su ciudad natal, por su expreso deseo. Llegó al club canario cedido hasta junio de 2017. El 5 de marzo marcó sus primeros dos goles con el club en la goleada 5 a 2 sobre el Osasuna como locales. En junio de 2017 la UD Las Palmas decidió no pedir una nueva cesión para la temporada 2017-18 debido a su "bajo rendimiento" y a "sus ajetreos lejos de los terrenos de juego", por lo que el jugador volvió a la disciplina del PSG.
El 18 de agosto de 2017 el Stoke City de la Premiership llegó a un acuerdo con el Paris Saint-Germain para su cesión por una temporada. El 1 de mayo de 2018 el club inglés dio por finalizada dicha cesión tras sólo 13 partidos y un gol debido a los reiterados permisos que hubo de conceder al jugador debido a de la enfermedad de su hijo menor.
El 29 de enero fichó por el Real Betis Balompié en calidad de cedido. El 10 de marzo de 2019 consiguió su primer gol para darle los tres puntos al Real Betis ante el Celta de Vigo en Balaídos. También marcó en la última jornada ante el Real Madrid.
El 2 de septiembre de 2019, el Sporting de Lisboa logró su cesión hasta el 30 de junio de 2020. Ese mismo año se coronó como campeón de la Ligue 1, ya que disputó un minuto de campeonato antes de irse al Sporting.

### Últimos meses en París y regreso a Las Palmas
La temporada 2020-21, era la última para el contrato de cinco años que firmó con el PSG en 2016, la inició en la capital de Francia, aunque con escaso protagonismo. En diciembre de 2020 se encontraba en Las Palmas de Gran Canaria entrenando en solitario. Después de intervenir en el programa La casa fuerte de Telecinco y protagonizar diversas polémicas extradeportivas, su contrato fue rescindido por parte del conjunto parisino.
El 1 de febrero de 2021 regresó a la U. D. Las Palmas, en Segunda División de España, firmando para lo que restaba de temporada. En julio renovó su vinculación por el club de su ciudad natal por una temporada más.

### Periplo por varias ligas
El 28 de junio de 2022, fichó por el MKE Ankaragücü de la Superliga de Turquía. En enero de 2023 tras jugar 16 partidos y marcar 5 goles y alegando falta de adaptación rompió su compromiso con el club y abandonó la liga turca. El 10 de febrero se incorporó a la Sampdoria de la Serie A italiana donde marcó un gol y dio una asistencia.
El 6 de septiembre de 2023 fichó por Coritiba de la Serie A de Brasil hasta el final de temporada. El 30 de diciembre fue rescindido, tres partidos antes del final, con el equipo descendido y tras jugar un total de 90 minutos con un gol anotado. Estuvo sin equipo hasta octubre de 2024, cuando fichó por el  Johor Darul Takzim FC de la liga de Malasia. Al finalizar la temporada, tras 13 partidos y 4 goles, no renovó su contrato y volvió a quedarse en el paro.

### Regreso a su ciudad natal
El 24 de julio de 2025, luego de entrenar en solitario durante varias semanas, se incorporó de nuevo a la Unión Deportiva Las Palmas.

## Selección nacional

### Categorías inferiores
Jesé debutó con la selección sub-16 en 2009. Un año más tarde con la sub-17, alcanzó la final en el Europeo Sub-17 de la UEFA 2010 donde quedó subcampeón.
Con la selección sub-19 se proclamó campeón del Europeo sub-19 de 2012 de Estonia, a cuya concentración se incorporó fechas más tarde que el resto de sus compañeros por encontrarse disputando la fase de ascenso a Segunda División con su club, el Real Madrid Castilla. Fue nombrado mejor jugador de la final y se hizo con la Bota de oro del campeonato con cinco goles. El primero de ellos lo anotó en el primer partido ante Grecia de la fase de grupos, tres en el triplete ante Portugal y el quinto, el decisivo gol que le dio el triunfo a España en la final frente a Grecia.
Durante el verano de 2013, el jugador formó parte de la plantilla encargada de representar a la selección sub-20 durante el Mundial Sub-20 de 2013 celebrado en Turquía; categoría con la que debutó un mes antes en un partido amistoso frente a la selección paraguaya y en el que dio una asistencia en el 3-1 favorable a los españoles. En la fase de grupos fue uno de los futbolistas más destacados tras anotar en su primer encuentro del torneo dos tantos en la victoria por 1–4 ante la selección estadounidense, y uno más frente a la selección ghanesa dando a su equipo la clasificación para los octavos de final. Tras otro gol frente a la selección francesa, el jugador anotó el segundo y definitivo gol frente a la selección mexicana que dio el pase a los españoles a los cuartos de final. Los cinco tantos le colocaron como la Bota de bronce del torneo.
Sus actuaciones le valieron para ser convocado con la categoría sub-21, haciendo su debut el 5 de septiembre de 2013 frente a la selección austríaca. El jugador fue el autor del sexto gol del equipo en la victoria por 2-6 válida para la clasificación de la Eurocopa Sub-21 de 2015 de la República Checa, competición que finalmente no disputó al no lograr la clasificación para la fase final.

### Selección absoluta
Coincidiendo con su mejor rendimiento como profesional, se especuló con su posible convocatoria con la selección española en 2014. Sin embargo, una lesión impidió que se produjera la citación, no habiéndole llegado aún la oportunidad de debutar con la absoluta.

## Estadísticas

### Clubes
Actualizado al último partido disputado el 26 de noviembre de 2023.
| Club                                | Div.          | Temporada     | Liga  | Liga  | Liga   | Copas nacionales | Copas nacionales | Copas nacionales | Copas internacionales | Copas internacionales | Copas internacionales | Total | Total | Total  | Media goleadora |
| Club                                | Div.          | Temporada     | Part. | Goles | Asist. | Part.            | Goles            | Asist.           | Part.                 | Goles                 | Asist.                | Part. | Goles | Asist. | Media goleadora |
| ----------------------------------- | ------------- | ------------- | ----- | ----- | ------ | ---------------- | ---------------- | ---------------- | --------------------- | --------------------- | --------------------- | ----- | ----- | ------ | --------------- |
| Real Madrid Castilla C. F. · España | 2.ª B         | 2010-11       | 3     | -     | 1      | -                | -                | -                | Inaccesibles          | Inaccesibles          | Inaccesibles          | 3     | 0     | 1      | 0               |
| Real Madrid Castilla C. F. · España | 2.ª B         | 2011-12       | 39    | 10    | 6      | 3                | 2                | -                | Inaccesibles          | Inaccesibles          | Inaccesibles          | 42    | 12    | 6      | 0.29            |
| Real Madrid C. F. · España          | 1.ª           | 2011-12       | 1     | -     | -      | 1                | -                | -                | -                     | -                     | -                     | 2     | 0     | 0      | 0               |
| Real Madrid Castilla C. F. · España | 2.ª           | 2012-13       | 38    | 22    | 12     | -                | -                | -                | Inaccesibles          | Inaccesibles          | Inaccesibles          | 38    | 22    | 12     | 0.58            |
| Real Madrid Castilla C. F. · España | Total club    | Total club    | 80    | 32    | 19     | 3                | 2                | 0                | 0                     | 0                     | 0                     | 83    | 34    | 19     | 0.41            |
| Real Madrid C. F. · España          | 1.ª           | 2013-14       | 18    | 5     | 4      | 8                | 3                | 2                | 5                     | -                     | -                     | 31    | 8     | 6      | 0.26            |
| Real Madrid C. F. · España          | 1.ª           | 2014-15       | 16    | 3     | 1      | 3                | 1                | -                | 4                     | -                     | 1                     | 23    | 4     | 2      | 0.17            |
| Real Madrid C. F. · España          | 1.ª           | 2015-16       | 28    | 4     | 7      | 1                | 0                | 0                | 9                     | 1                     | 1                     | 38    | 5     | 8      | 0.13            |
| Real Madrid C. F. · España          | Total club    | Total club    | 63    | 12    | 12     | 13               | 4                | 2                | 18                    | 1                     | 2                     | 94    | 17    | 16     | 0.18            |
| París Saint-Germain F. C. Francia   | 1.ª           | 2016-17       | 9     | 1     | -      | 1                | 1                | -                | 4                     | -                     | -                     | 14    | 2     | 0      | 0.14            |
| U. D. Las Palmas · España           | 1.ª           | 2016-17       | 16    | 3     | 1      | -                | -                | -                | -                     | -                     | -                     | 16    | 3     | 1      | 0.19            |
| Stoke City F. C. Inglaterra         | 1.ª           | 2017-18       | 13    | 1     | 1      | -                | -                | -                | -                     | -                     | -                     | 13    | 1     | 1      | 0.08            |
| París Saint-Germain F. C. Francia   | 1.ª           | 2018-19       | -     | -     | -      | 1                | -                | -                | -                     | -                     | -                     | 1     | 0     | 0      | 0               |
| Real Betis Balompié · España        | 1.ª           | 2018-19       | 14    | 2     | -      | 2                | -                | -                | 2                     | -                     | 1                     | 18    | 2     | 1      | 0.11            |
| París Saint-Germain F. C. Francia   | 1.ª           | 2019-20       | 1     | -     | -      | -                | -                | -                | -                     | -                     | -                     | 1     | 0     | 0      | 0               |
| Sporting de Lisboa Portugal         | 1.ª           | 2019-20       | 12    | 1     | -      | 3                | -                | -                | 2                     | -                     | -                     | 17    | 1     | 0      | 0.06            |
| París Saint-Germain F. C. Francia   | 1.ª           | 2020-21       | 2     | -     | -      | -                | -                | -                | -                     | -                     | -                     | 2     | 0     | 0      | 0               |
| París Saint-Germain F. C. Francia   | Total club    | Total club    | 12    | 8     | 0      | 2                | 1                | 0                | 4                     | 0                     | 0                     | 18    | 9     | 0      | 0.5             |
| U. D. Las Palmas · España           | 2.ª           | 2020-21       | 16    | 2     | 0      | 0                | 0                | 0                | -                     | -                     | -                     | 16    | 2     | 0      | 0.13            |
| U. D. Las Palmas · España           | 2.ª           | 2021-22       | 39    | 11    | 6      | 0                | 0                | 0                | -                     | -                     | -                     | 39    | 11    | 6      | 0.28            |
| U. D. Las Palmas · España           | Total club    | Total club    | 71    | 16    | 7      | 0                | 0                | 0                | -                     | -                     | -                     | 71    | 16    | 7      | 0.23            |
| MKE Ankaragücü Turquía              | 1.ª           | 2022-23       | 14    | 2     | 1      | 2                | 3                | 1                | -                     | -                     | -                     | 16    | 5     | 2      | 0.1             |
| MKE Ankaragücü Turquía              | Total club    | Total club    | 14    | 2     | 1      | 2                | 3                | 1                | -                     | -                     | -                     | 16    | 5     | 2      | 0.1             |
| Sampdoria · Italia                  | 1.ª           | 2022-23       | 10    | 1     | 1      | -                | -                | -                | -                     | -                     | -                     | 10    | 1     | 1      | 0.1             |
| Sampdoria · Italia                  | Total club    | Total club    | 10    | 1     | 1      | 0                | 0                | 0                | -                     | -                     | -                     | 10    | 1     | 1      | 0.1             |
| Coritiba · Brasil                   | 1.ª           | 2023          | 6     | 1     | 0      | -                | -                | -                | -                     | -                     | -                     | 6     | 1     | 0      | 0.17            |
| Coritiba · Brasil                   | Total club    | Total club    | 6     | 1     | 0      | 0                | 0                | 0                | -                     | -                     | -                     | 6     | 1     | 0      | 0.17            |
| Johor Darul Takzim FC Malasia       | 1.º           | 2024-25       | 7     | 2     | 1      | 3                | 1                | 1                | 3                     | 1                     | 0                     | 13    | 4     | 2      | 0.31            |
| Johor Darul Takzim FC Malasia       | Total club    | Total club    | 7     | 2     | 1      | 3                | 1                | 1                | 3                     | 1                     | 0                     | 13    | 4     | 2      | 0.31            |
| Total carrera                       | Total carrera | Total carrera | 298   | 77    | 42     | 26               | 8                | 3                | 29                    | 2                     | 3                     | 353   | 87    | 48     | 0.25            |
| 1. 2. 3.                            |               |               |       |       |        |                  |                  |                  |                       |                       |                       |       |       |        |                 |

### Selecciones
Actualizado al último partido jugado el 9 de septiembre de 2013.
| Selección     | Temporada     | Europeo | Europeo | Europeo | Mundial | Mundial | Mundial | Amistosos | Amistosos | Amistosos | Total | Total | Total  | Media goleadora |
| Selección     | Temporada     | Part.   | Goles   | Asist.  | Part.   | Goles   | Asist.  | Part.     | Goles     | Asist.    | Part. | Goles | Asist. | Media goleadora |
| ------------- | ------------- | ------- | ------- | ------- | ------- | ------- | ------- | --------- | --------- | --------- | ----- | ----- | ------ | --------------- |
| Sub-16 España | 2008-09       | —       | —       | —       | —       | —       | —       | 3         | 1         | 0         | 3     | 1     | 0      | 0,33            |
| Sub-16 España | Total         | 0       | 0       | 0       | 0       | 0       | 0       | 3         | 1         | 0         | 3     | 1     | 0      | 0,34            |
| Sub-17 España | 2009-10       | 7       | 1       | 2       | -       | -       | -       | -         | -         | 0         | 7     | 1     | 2      | 0,14            |
| Sub-17 España | Total         | 7       | 1       | 2       | 0       | 0       | 0       | 0         | 0         | 0         | 7     | 1     | 2      | 0,14            |
| Sub-18 España | 2010-11       | —       | —       | —       | —       | —       | —       | 2         | 1         | 0         | 2     | 1     | 0      | 0,5             |
| Sub-18 España | Total         | 0       | 0       | 0       | 0       | 0       | 0       | 2         | 1         | 0         | 2     | 1     | 0      | 0,5             |
| Sub-19 España | 2010-11       | -       | -       | -       | —       | —       | —       | 3         | -         | 0         | 3     | 0     | 0      | 0               |
| Sub-19 España | 2011-12       | 6       | 6       | 1       | —       | —       | —       | 3         | -         | 0         | 9     | 6     | 1      | 0,67            |
| Sub-19 España | Total         | 6       | 6       | 1       | 0       | 0       | 0       | 6         | 0         | 0         | 12    | 6     | 1      | 0,5             |
| Sub-20 España | 2012-13       | —       | —       | —       | 5       | 5       | 1       | 3         | -         | 1         | 8     | 5     | 2      | 0,65            |
| Sub-20 España | Total         | 0       | 0       | 0       | 5       | 5       | 1       | 3         | 0         | 1         | 8     | 5     | 2      | 0,65            |
| Sub-21 España | 2013-14       | 2       | 2       | -       | —       | —       | —       | -         | -         | 0         | 2     | 2     | 0      | 1,00            |
| Sub-21 España | Total         | 2       | 2       | 0       | 0       | 0       | 0       | 0         | 0         | 0         | 2     | 2     | 0      | 1,00            |
| Total carrera | Total carrera | 15      | 9       | 3       | 5       | 5       | 1       | 14        | 2         | 1         | 34    | 16    | 5      | 0,47            |

#### Participaciones en fases finales
| Competición   | Selección | Sede          | Resultado        | Partidos | Goles |
| ------------- | --------- | ------------- | ---------------- | -------- | ----- |
| Eurocopa 2010 | Sub-17    | Liechtenstein | Subcampeón       | 5        | 1     |
| Eurocopa 2012 | Sub-19    | Estonia       | Campeón          | 4        | 5     |
| Mundial 2013  | Sub-20    | Turquía       | Cuartos de final | 5        | 5     |

### Hat-tricks
| Partidos en los que anotó tres o más goles | Partidos en los que anotó tres o más goles | Partidos en los que anotó tres o más goles | Partidos en los que anotó tres o más goles | Partidos en los que anotó tres o más goles | Partidos en los que anotó tres o más goles | Partidos en los que anotó tres o más goles | Partidos en los que anotó tres o más goles |
| #                                          | Fecha                                      | Lugar                                      | Equipo                                     | Rival                                      | Goles                                      | Resultado                                  | Competición                                |
| ------------------------------------------ | ------------------------------------------ | ------------------------------------------ | ------------------------------------------ | ------------------------------------------ | ------------------------------------------ | ------------------------------------------ | ------------------------------------------ |
| 1                                          | 6 de julio de 2012                         | A. Le Coq Arena, Tallin                    | España sub-19                              | Portugal sub-19                            | Gol · Gol · Gol                            | 3 - 3                                      | Campeonato Europeo Sub-19 2012             |

## Palmarés

### Títulos nacionales
| Título                       | Club                       | País    | Año     |
| ---------------------------- | -------------------------- | ------- | ------- |
| Segunda División "B"         | Real Madrid Castilla C. F. | España  | 2012    |
| Copa de Campeón de Segunda B | Real Madrid Castilla C. F. | España  | 2012    |
| La Liga                      | Real Madrid C. F.          | España  | 2011-12 |
| Copa del Rey                 | Real Madrid C. F.          | España  | 2013-14 |
| Supercopa de Francia         | París Saint Germain F. C.  | Francia | 2017    |
| Ligue 1                      | París Saint Germain F. C.  | Francia | 2019-20 |
| Superliga de Malasia         | Johor Darul Takzim F. C.   | Malasia | 2024-25 |

### Títulos internacionales
| Título                            | Club (*)          | Sede      | Año     |
| --------------------------------- | ----------------- | --------- | ------- |
| Europeo Sub-19                    | España (sub-19)   | Estonia   | 2012    |
| Liga de Campeones de la UEFA      | Real Madrid C. F. | Portugal  | 2013-14 |
| Supercopa de Europa               | Real Madrid C. F. | Gales     | 2014    |
| Copa Mundial de Clubes de la FIFA | Real Madrid C. F. | Marruecos | 2014    |
| Liga de Campeones de la UEFA      | Real Madrid C. F. | Italia    | 2015-16 |

(*) Incluyendo la selección.

### Distinciones individuales
| Distinción                                         | Años             |
| -------------------------------------------------- | ---------------- |
| Once de Bronce del Fútbol Draft                    | 2011, 2012, 2013 |
| Once de Oro del Fútbol Draft                       | 2014             |
| Bota de oro de la Eurocopa Sub-19                  | 2012             |
| Segundo máximo goleador de Segunda División        | 2013             |
| Trofeo Zarra de Segunda División                   | 2013             |
| Mejor jugador del partido USA-ESP Mundial Sub-20   | 2013             |
| Mejor jugador del partido ESP-GHA Mundial Sub-20   | 2013             |
| Mejor jugador del partido ESP-FRA Mundial Sub-20   | 2013             |
| Bota de Bronce de la Copa Mundial de Fútbol Sub-20 | 2013             |

## Récords
- Máximo goleador histórico en una temporada con el Real Madrid Castilla (22 goles), en la temporada de su debut en Segunda División (2012-13), logrando además el Trofeo Zarra como máximo goleador nacional de la categoría.

## Vida personal
Es hijo de Pascual Rodríguez y de María Ruiz. Su padre era empleado de farmacia, su madre maestra y uno de sus hermanos forma parte de los GEO de la Policía Nacional. Tiene 5 hijos: Jesé (2012) y Neizan (2016), con Melody Santana; Nyan (2017), con Aurah Ruiz; y Kenai (2019) y Aylen (2020) con Janira Barm. El 2 de julio del 2022 se casó con Aurah Ruiz, madre de su hijo Nyan.
Es cantante del género reguetón. Anteriormente conformó un dúo conocido como Big Flow, pero actualmente canta en solitario bajo el sobrenombre de Jey M. Ha colaborado con De La Ghetto, Alexis & Fido, Carlitos Rossy, Henry Méndez, D-Enyel, Ozuna, Brytiago, Bryant Myers, Alexio La Bestia y Xriz.
Cuando tenía 15 años siendo juvenil del Real Madrid propinó un cabezazo a un árbitro por una decisión arbitral y fue sancionado con 15 partidos. El Real Madrid no le expulsó del club ya que vieron su potencial como jugador.